# Церковь святого Поликарпа (Измир)
Церковь святого Поликарпа (тур. Aziz Polikarp Kilisesi) — католическая церковь в Измире (Турция). Названа в честь святого Поликарпа, епископа Смирнского, ученика апостола Иоанна. Храм относится к латинской архиепархии Измира.

## История
Церковь Святого Поликарпа была построена в 1625 году с разрешения османского султана Сулеймана I и по просьбе французского короля Людовика XIII. Здание церкви было повреждено землетрясением в Смирне 1688 года и пожаром, вспыхнувшим в последующие месяцы. Храм был отремонтирован в 1690–1691 гг. Клуатр церкви пострадал во время пожара в 1763 году. Церковь была восстановлена в 1775 году при содействии французского короля Людовика XVI и стала трёхнефной базиликой. В 1820 году в церкви была повешена мраморная памятная доска в честь Людовика XIII. Церковь, к которой в ходе реставрации, проводившейся в 1892–1989 годах, были пристроены часовни, была украшена фресками, изображающими жизнь святого Поликарпа и выполненными французским архитектором Раймоном Шарлем Пере. Она была разрушена в 1922 году после вступления в город кемалистских войск и последовавших  резни и сожжения христианских кварталов города и восстановлена в 1929 году. Землетрясение в Эгейском море, произошедшее в октябре 2020 года, нанесло ущерб церкви.

## Архитектура
Построенная из камня и кирпича церковь представляет собой прямоугольную базилику с тремя нефами. Расположена в направлении восток-запад. На юго-западе церкви находится восьмиугольная колокольня.